# Jūsannin no Shikaku
Jūsannin no Shikaku (十三人の刺客, literalment:  13 assassins) és una pel·lícula de samurais de 2010 dirigida per Takashi Miike i protagonitzada per Kōji Yakusho, Takayuki Yamada, Sōsuke Takaoka, Gorōki Mamioka, Gorōki Mamioka i Gorōki Mamiokata. Un remake de la pel·lícula dramàtica d'època japonesa de 1963 d'Eiichi Kudo Jūsannin no Shikaku, està ambientada el 1844 cap al final del període Edo on un grup de tretze assassins, format per dotze samurais i un caçador, planifiquen en secret per assassinar Matsudaira Naritsugu, l'assassí del líder del clan Akashi.
El rodatge va tenir lloc durant dos mesos, de juliol a setembre de 2009, a Tsuruoka, Yamagata, al nord del Japó. Es va estrenar a aquest país el 25 de setembre de 2010 i als Estats Units el 29 d'abril de 2011. Va rebre l'aclamació de la crítica de la crítica occidental, que la va comparar favorablement amb l'obra d'Akira Kurosawa.

## Repartiment
- Kōji Yakusho com a Shimada Shinzaemon
- Hiroki Matsukata com a Kuranaga Saheita
- Takayuki Yamada com a Shimada Shinrokurō
- Kazuki Namioka com a Ishizuka Rihei
- Tsuyoshi Ihara com a Hirayama Kujūrō
- Ikki Sawamura com a Mitsuhashi Gunjirō
- Seiji Rokkaku com a Ōtake Mosuke
- Sōsuke Takaoka com a Hioki Yasokichi
- Yūma Ishigaki com a Higuchi Gennai
- Kōen Kondō com a Horii Yahachi
- Arata Furuta com a Sahara Heizō
- Masataka Kubota com a Ogura Shōujirō
- Yūsuke Iseya com a Kiga Koyata